# AE Aurigae
Désignations
AE Aurigae (en abrégé AE Aur) est une jeune étoile bleutée de sixième magnitude de la constellation boréale du Cocher. Il s'agit d'une étoile en fuite qui illumine la nébuleuse IC 405.

## Environnement stellaire
AE Aurigae est distante d'environ 389 pc (∼1 270 al) de la Terre d'après la mesure de sa parallaxe, et elle s'éloigne du Système solaire avec une vitesse radiale de +57 km/s. C'est une étoile en fuite qui pourrait avoir été éjectée à la suite d'une collision entre deux systèmes d'étoiles binaires. Cette collision, à qui on attribue également l'éjection de Mu Columbae et possiblement celle de 53 Arietis, a été retracée jusqu'à l'amas du Trapèze, au sein de la grande nébuleuse d'Orion. Cet événement aurait eu lieu il y a environ deux millions d'années et l'étoile binaire Iota Orionis pourrait être l'autre paire impliquée.
AE Aurigae semble illuminer la nébuleuse IC 405, mais elle ne s'y est pas formée. En réalité, elle s'y déplace à une grande vitesse, ce qui génère un bow shock violent ainsi que des rayonnements électromagnétiques très énergétiques,.

## Propriétés
AE Aurigae est une étoile bleue de la séquence principale de type spectral O9,5V. C'est une étoile variable de type Orion dont la luminosité varie entre les magnitudes +5,78 et +6,08. Cette grande étoile est 23 fois plus massive que le Soleil et son rayon lui est environ 7,5 fois supérieur. Elle est 59 000 fois plus lumineuse que le Soleil et sa température de surface est de 33 000 K. Elle tourne sur elle-même à une vitesse de rotation projetée de 25 km/s.
En raison de sa nature d'étoile en fuite, AE Aurigae ne possède pas de compagnons qui lui sont physiquement liés. Cependant, plusieurs étoiles qui lui apparaissent proches dans le ciel ont été erronément identifiées en tant que tel.